# The One With The Butt
The One With The Butt och på svenska Den med Häcken är det sjätte avsnittet av den första säsongen av sitcom/komedi-TV-serien Vänner (en. Friends). Avsnittet sändes den 27 oktober 1994.

## Handling
Joey medverkar i pjäsen "Freud!", en dålig musikal om Sigmund Freud. Efter pjäsen träffar Joey sin agent, den före detta balettflickan Estelle Leonard, som vill representera honom.
Chandler träffar även någon efter pjäsen - en exotisk sjönhet som heter Aurora. Även om hon är gift med sin man Rick och har en pojkvän som heter Ethan så börjar Chandler med en endast sexbaserad relation med henne. Han avslutar relationen när han får reda på att hon har skaffat ännu en pojkvän, Andrew.
Rachel städar Monicas och hennes lägenhet för första gången helt själv - till Monicas, som har tvångstankar, förtret. Vännerna retar Monica ordentligt för hennes nödvändighet att ha allt städat enligt hennes regler. I slutet av avsnittet så lämnar Monica ett par skor ute i vardagsrummet för att bevisa att hon inte har tvångstankar - men hon sitter och tänker på dem hela kvällen.
Estelle skaffar Joeys första stora jobb - som rump-stand in för Al Pacino i hans nya film. Dock sparkas han snart för att han "spelar så mycket med rumpan". Hans vänner muntrar upp honom - Phoebe säger att en dag kommer han vara en såpass stor stjärna att ungdomar vill spela hans rumpa.

### Utveckling av storyn
- Första gången Estelle dyker upp i serien.
- Första gången Rachel får se Joey skådespela.
- Första gången man får uppleva Monicas besatthet av noggrannhet.

### Missar
Under Joeys duschscenen visas inte hans lägre halva för kameran. Men tittar man närmre av skuggfallningen mot duschenväggen ser man tydligt att han har shorts på sig.

## Citat
- Phoebe: The exclamation point in the title scares me. You know, it's not just Freud, it's Freud!
- Chandler: So tell me, how do you think your husband would feel about you sitting here with me... sliding your foot so far up my pant leg you can count the change in my pocket?
- Chandler: Someone's left a glass on the coffee table. There's no coaster. It's a cold drink, it's a hot day. Little beads of condensation are inching their way closer and closer to the surface of the wood...

Monica: Stop it! Oh my God. It's true! Who am I?
Ross: Monica, you're Mom.

## Medverkande
- Skriven av Adam Chase och Ira Ungerleider
- Regisserad av Arlene Sanford
- Sofia Milos som Aurora
- Estelle Leonard som June Gable